# 라노흙파는쥐
라노흙파는쥐 또는 라노주머니고퍼, 중부텍사스주머니고퍼(Geomys texensis)는 흙파는쥐과에 속하는 설치류의 일종이다. 미국 텍사스 중부 지역의 토착종이다.

## 특징
중부텍사스주머니고퍼는 근연종 평원흙파는쥐와 녹스존스흙파는쥐와 겉모습이 아주 유사하기 때문에 이 3종을 눈으로는 구별하기는 힘들다. 수컷의 평균 몸길이는 18cm 정도이고 암컷은 15cm이다. 암수 모두 꼬리 길이는 6~7cm이다. 몸의 털 대부분은 갈색을 띤다.

## 아종
3종의 아종이 알려져 있다.
- G. t. texensis - 메이슨, 매컬로흐, 샌 사바 카운티
- G. t. bakeri - 메디나, 유베일드, 자발라 카운티
- G. t. llanensis - 걸레스피, 킴블, 라노 카운티